# 乗法列の種数
数学における、乗法列の種数とは、向き付けられた滑らかな閉多様体のコボルディズム環(cobordism ring)から、他の環（大抵は有理数環）への環準同型のことを言う。

## 定義
種数(genus) φ は、各々の多様体 X に次の項目を満たす数値 φ(X) を対応させる。
1. φ(X∪Y) = φ(X) +  φ(Y) (ここに ∪ は合併を表す)
2. φ(X×Y) = φ(X)φ(Y)
3. X が境界であれば、φ(X) = 0

多様体は特別な構造を持っているかもしれず、例えば、向きづけられているとか、スピンを持っているなどの構造が考えられる（コボルディズム論のリスト(list of cobordism theories)を参照すると多くの例があります）。数値 φ(X) はある環の中にあり、環はZ/2Zであったり、他のモジュラ形式の環であったりするが、環は有理数であることが多い。
φ の条件は、（与えられた構造を持つ）多様体のコボルディズム環から他の環への環準同型であるということにより、再度、定義し直すとこができる。
例：φ(X) が向きづけられた多様体 X の符号(signature)、φ は整数の環への向きづけられた多様体からの種数である。

## 形式的べき級数の種数
p1, p2, … を変数とする多項式列 K1,, K2, … が乗法的（multiplicative）とは、
{\displaystyle 1+p_{1}z+p_{2}z^{2}+\dots =(1+q_{1}z+q_{2}z^{2}+\cdots )(1+r_{1}z+r_{2}z^{2}+\cdots )}
ならば
{\displaystyle \Sigma K_{j}(p_{1},p_{2},\cdots )z^{j}=\Sigma K_{j}(q_{1},q_{2},\cdots )z_{j}\Sigma K_{k}(r_{1},r_{2},\cdots )z_{k}}
を満たすことを言う。z を変数とする形式的冪級数 Q(z) が定数項 1 を持つとき、乗法列
{\displaystyle K=1+K_{1}+K_{2}+\cdots }
を
{\displaystyle K(p_{1},p_{2},p_{3},\cdots )=Q(z_{1})Q(z_{2})Q(z_{3})\cdots }
と置くことによって定義できる。ここに pk は、不定元 zi たちの k-次基本対称函数（基本対称式）である。X が向きの付いた多様体で、pk を X のポントリャーギン類とするとき、Q に対応する向きづけられた多様体の種数 φ が、
{\displaystyle \varphi (X)=K(p_{1},p_{2},p_{3},\cdots )}
で与えられる。このとき冪級数 Q は種数 φ の特性冪級数 (characteristic power series)と呼ぶ。トムの定理「有理数環とコボルディズム環とのテンソル積は、正整数 k に対する次数 4k の生成元を変数とする多項式環である」から、先の対応によって先頭項（つまり定数項）が 1 の有理係数形式的冪級数 Q と向きの付いた多様体の有理数値種数が一対一に対応することがわかる。

## L-種数とヒルツェブルフの符号定理
L-種数(L genus)は形式的べき級数
{\displaystyle {{\sqrt {z}} \over \tanh({\sqrt {z}})}=\sum _{k\geq 0}{2^{2k}B_{2k}z^{k} \over (2k)!}=1+{z \over 3}-{z^{2} \over 45}+\cdots }
の種数であり、ここに {\displaystyle B_{2k}} はベルヌーイ数である。
いくつかの最初の項を挙げると、
- {\displaystyle L_{0}=1}
- {\displaystyle L_{1}=p_{1}/3}
- {\displaystyle L_{2}=(7p_{2}-p_{1}^{2})/45.}

ここで、M をポントリャーギン類 {\displaystyle p_{i}=p_{i}(M)} を持つ閉じた向き助可能で滑らかな次元 4n の多様体とする。フリードリッヒ・ヒルツェブルフは、M の基本類 {\displaystyle [M]} を評価した次元 4n の多様体のL-種数は、 {\displaystyle \sigma (M)} に等しく、M の符号（つまり、M の 2n 番目のコホモロジー群の上の交叉形式の符号）
{\displaystyle \sigma (M)=\langle L_{n}(p_{1}(M),\dots ,p_{n}(M)),[M]\rangle }
である。この定理が、ヒルツェブルフの符号定理(Hirzebruch signature theorem)（もしくは、ヒルツェブルフの指数定理(Hirzebruch index theorem))として知られている。ルネ・トム(René Thom)は、これに先立ち、符号がポントリャーギン類の線型結合で与えられることを証明し、ヒルツェブルフは上記の線型結合で正確な公式が得られることを発見した。
L_2 が滑らかな多様体に対して常に整数であるという事実は、ジョン・ミルナー(John Milnor)の微分可能構造を持たない 8 次元のPL多様体の例を与えることを使って示すことができる。ポントリャーギン数が、PL多様体に対しても定義することができる。ミルナーは、このPL多様体は p2 の値が非整数の値を持つことを示し、従って、滑らかな多様体ではありえないことを示した。

## トッド種数
トッド種数(Todd genus)は、形式的べき級数
{\displaystyle {\frac {z}{1-\exp(-z)}}=1+{\frac {1}{2}}z+\sum _{i=1}^{\infty }(-1)^{i+1}{\frac {B_{2i}}{(2i)!}}z^{2i}}
の種数であり、上に示したように B2k はベルヌーイ数である。最初のいくつかの値を示すと
- {\displaystyle Td_{0}=1}
- {\displaystyle Td_{1}=c_{1}/2}
- {\displaystyle Td_{2}=(c_{2}+c_{1}^{2})/12}
- {\displaystyle Td_{3}=(c_{1}c_{2})/24}
- {\displaystyle Td_{4}=(-c_{1}^{4}+4c_{2}c_{1}^{2}+3c_{2}^{2}+c_{3}c_{1}-c_{4})/720}

となる。トッド種数は、すべての複素射影空間に対して数値 1 を対応させる（つまり、 {\displaystyle \mathrm {Td} _{n}(\mathbb {CP} ^{n})=1})という性質を持っていて、このことは、複素射影空間の算術種数が値 1 でもあるように、トッド種数は代数多様体の算術種数の値が 1 に一致していることを示すに充分である。この見方は、ヒルツェブルフ・リーマン・ロッホの定理の結果であり、実際、この定理により定式化された重要な発展の一つである。

## Â 種数
Â 種数(Â genus)は、次の式の特性べき級数(characteristic power series)に関連する種数である。
{\displaystyle Q(z)={{\sqrt {z}}/2 \over \sinh({\sqrt {z}}/2)}=1-z/24+7z^{2}/5760-\cdots .}
（特性級数 Q(16z) に関連する Â 種数もあるが、あまり使われない。）最初の数項の値は、
- {\displaystyle {\hat {A}}_{0}=1}
- {\displaystyle {\hat {A}}_{1}=-p_{1}/24}
- {\displaystyle {\hat {A}}_{2}=(-4p_{2}+7p_{1}^{2})/5760.}

である。スピン多様体の Â 種数は整数であり、次元が 4 mod 8 であれば、偶数である（このことは次元 4 の場合のロホリンの定理を含んでいる。一般の多様体に対しては、Â 種数はいつも整数とは限らない。このことはヒルツェブルフとボレルにより証明された。この双方の結果を動機として、後日のアティヤ・シンガーの指数定理が考えられ、さらに説明付けられる。アティヤ・シンガーの定理は、スピン多様体の Â 種数とディラック作用素の指数が等しいことを示している。
ディラック（作用素）のラプラシアンに対するヴァイツェンベックの公式とこの結果を組み合わせ、アンドレ・リシュネロヴィッツは、コンパクトスピン多様体が正のスカラー計量を持つときには、Â 種数はゼロにならねばならないことを証明した。このことは、単に次元が 4 の倍数のときの正のスカラー曲率のための障害を与えただけにとどまらず、後日、ヒッチンは次元が 1 もしくは 2 mod 8 のとき、これと類似した {\displaystyle {\mathbb {Z} }_{2}} に値を持つ障害を発見した。これらの結果は、本質的な結果である。事実、グロモフ(Gromov)、ローソン(Lawson)、ストルツ(Stolz)は、Â 種数とヒッチンの {\displaystyle {\mathbb {Z} }_{2}} に値を持つ類似物は、5 を含むそれ以上の次元の単連結なスピン多様体上の正のスカラー曲率の存在のための障害であることを証明した。

## 楕円種数
べき級数 Q(z) = z/f(z) が定数 δ と εに対し次の条件を満たすとき、種数のことを楕円種数(elliptic genus)と呼ぶ。
{\displaystyle {f'}^{2}=1-2\delta f^{2}+\epsilon f^{4}}
（いつも通り、Q は種数の特性べき級数である。）
例:
- {\displaystyle \delta =\epsilon =1,f(z)=\tanh(z)} - L-種数
- {\displaystyle \delta =-1/8,\epsilon =0,f(z)=2\sinh(z/2)} - Â 種数

## ウィッテン種数
ウィッテン種数(Witten genus)は、次の特性べき級数に関連した種数である。
{\displaystyle Q(z)=z/\sigma _{L}(z)=\exp \left(\sum _{k\geq 2}{2G_{2k}(\tau )z^{2k} \over (2k)!}\right)}
ここに σL は格子 L のワイエルシュトラスのシグマ函数であり、G はアイゼンシュタイン級数の積である。
第一ポントリャーギン類がゼロとなるコンパクト向き付け可能で滑らかな 4k 次元多様体のウィッテン種数は、整数係数のウェイト 2k のモジュラ形式(modular form)である。